# Constantin Carabella
Constantin Carabella (n. 5 august 1851, Târgoviște - d. 1928, Târgoviște) a fost funcționar și primar al Târgoviștei, personalitate a vieții publice târgoviștene la sfârșitul secolului al XIX-lea si începutul secolului XX.
S-a născut într-o familie de târgovișteni cumsecade, care i-au asigurat o educație aleasă. Este recunoscut în Târgoviște mai ales prin actele sale de caritate. Chiar dacă nu a fost un mare cărturar, Constantin Carabella era apreciat de toți ca fiind un filantrop și un susținător al culturii.
Începând cu data de 22 iulie 1870, la numai 19 ani a reușit să ocupe funcția de copist clasa I la Prefectura Dâmbovița, pe care a slujit-o cu maximă seriozitate. După doi ani, la 22 ianuarie 1878, a trecut copist la Tribunalul Dâmbovița, de unde a fost avansat pe post de ajutor de grefier. După o scurtă perioadă ca grefier la Tribunalul din Buzău, din 13 noiembrie 1880 Constantin Carabella a revenit la Tribunalul Dâmbovița, iar de aici, s-a mutat începând cu 16 septembrie 1881 la Tribunalul Ilfov. Calitățile de care a dat dovadă,  l-au propulsat la 29 ianuarie 1885 în funcția de director al Prefecturii Dâmbovița, demnitate pe care o va deține până la 24 aprilie 1886, când ajunge grefier la Curtea de Apel din București, aceasta fiind ultima funcție pe care a exercitat-o cu stoicism până la 1 aprilie 1898, când s-a și pensionat.
După pensionare, Constantin Carabella a fost desemnat ca ajutor de primar din partea Partidului Conservator l-a data de 15 iulie 1899, susținând dezvoltarea orașului, iar din 13 ianuarie 1904 a devenit primar al orașului Târgoviște. Printre realizările cele mai însemnate în mandatul său, amintim construirea căii ferate Târgoviște – Pietroșița, construirea unui nou local destinat Spitalului Județean, pavarea străzii Vărniceri, introducerea luminii Spel, construirea căii ferate dintre Arsenal și Gară și cedarea cu titlu gratuit a terenului pentru edificarea Oficiului telegrafo-poștal din oraș.
Constantin Carabella a rămas în istoria orașului ca un sprijinitor al școlilor târgoviștene. Pe baza donațiilor sale (parcul și vila sa din strada locotenent Pârvan Popescu) a funcționat Școala Secundarǎ de Fete și s-a construit localul Liceului „Constantin și Maria Carabella” (în prezent Colegiul Național Constantin Carabella), inaugurat pe data de 13 decembrie 1925 în prezența miniștrilor I. G. Duca, Gheorghe Mârzescu și Constantin Angelescu. Tot în urma unei donații din timpul vieții, s-a înființat și Școala de Muzică, din care s-a dezvoltat mai târziu Liceul de Muzică (în prezent Liceul de Arte „Bălașa Doamna”). 
La înmormântarea sa, în 1928, „abia dacă au fost la slujba religioasă 10-15 persoane, în afară de elevele liceului care, anunțate, au venit, unele chiar din județ”, așa cum comenta, în presa vremii, memorialistul târgoviștean Tache D. Athanasiu. Acesta își încheia cu amărăciune editorialul astfel: „Plecând genunchiul în fața corpului neînsuflețit al bunului nostru filantrop, al cărui nume îl va purta această școală în vecii vecilor, aduc prinosul nostru de recunoștință pentru memoria acestui om de bine”.